# 京都府道203号志水西向日停車場線
京都府道203号志水西向日停車場線（きょうとふどう203ごうしみず にしむこうていしゃじょうせん）は、京都府京都市伏見区から向日市に至る一般府道である。

## 概要
京都市伏見区羽束師志水町から向日市上植野町に至る。別名、京都外環状線。

### 路線データ
- 起点：京都市伏見区羽束師志水町（菱川交差点、京都府道・大阪府道79号伏見柳谷高槻線・京都府道123号水垂上桂線交点）
- 終点：向日市上植野町（阪急京都本線 西向日駅前）

## 路線状況

### 別名
- 京都外環状線

### バイパス
- 京都市伏見区菱川町付近

### 重複区間
- 京都府道205号中山向日線（向日市上植野町・一文橋交差点 - 向日市上植野町・上川原交差点)
- 京都府道・大阪府道67号西京高槻線（向日市上植野町・一文橋交差点 - 向日市向日町・五辻交差点）

## 地理

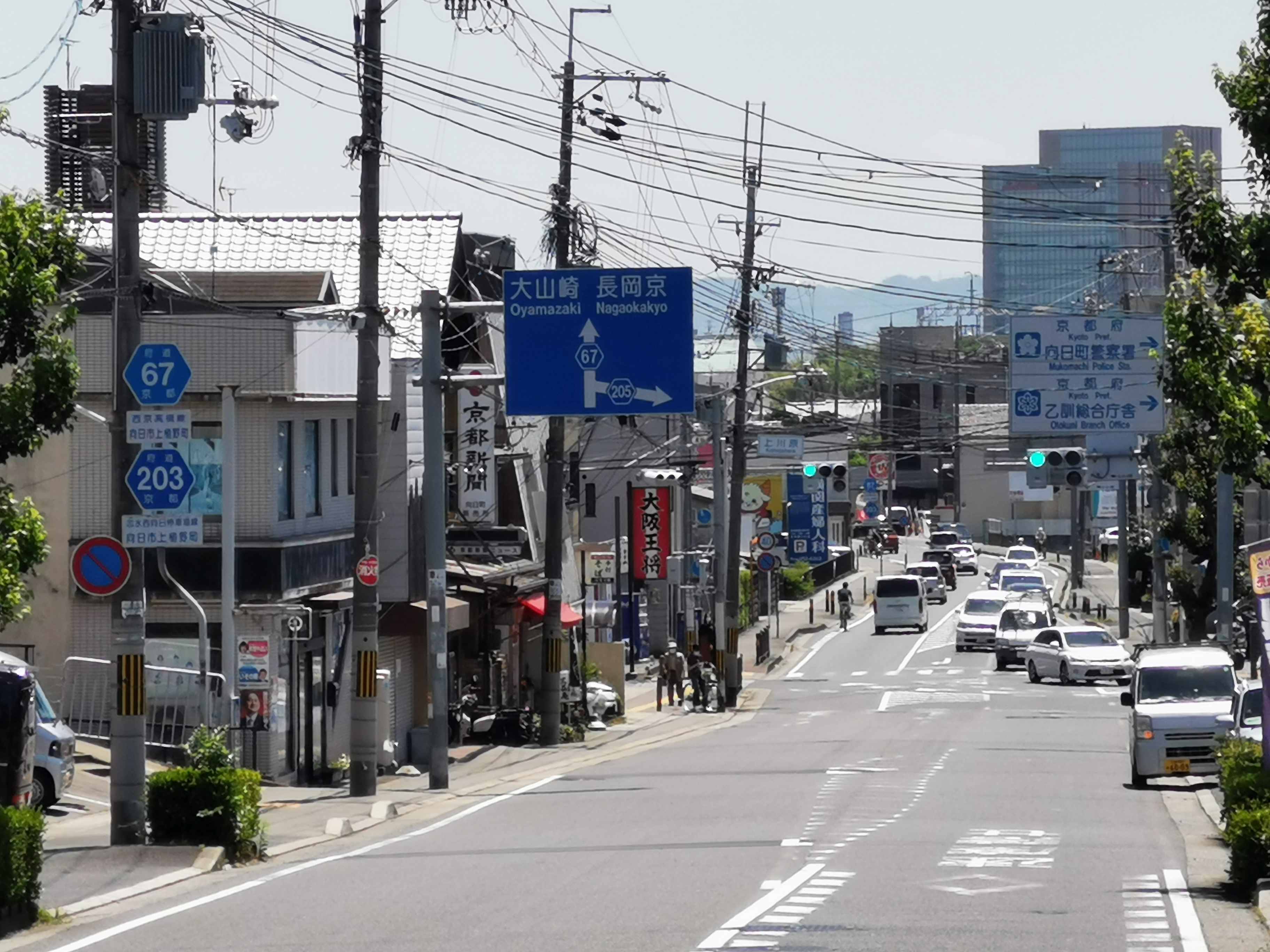
上川原交差点（向日市）
京都府道・大阪府道67号西京高槻線との重複区間。交差点より奥は京都府道205号中山向日線も加わり三重複区間となる。

### 通過する自治体
- 京都府
  - 京都市（伏見区） - 向日市

### 交差する道路
| 交差する道路                                                                       | 市町村名 | 市町村名 | 交差する場所 | 交差する場所       |
| ---------------------------------------------------------------------------------- | -------- | -------- | ------------ | ------------------ |
| 京都府道・大阪府道79号伏見柳谷高槻線 京都府道123号水垂上桂線                       | 京都市   | 伏見区   | 羽束師志水町 | 菱川交差点 / 起点  |
| 国道171号 大阪府道・京都府道14号大阪高槻京都線 重複                                | 京都市   | 伏見区   | 羽束師菱川町 | 菱川・上植野交差点 |
| 国道171号 大阪府道・京都府道14号大阪高槻京都線 重複                                | 向日市   | 向日市   | 上植野町     | 菱川・上植野交差点 |
| 京都府道・大阪府道67号西京高槻線 重複区間起点 京都府道205号中山向日線 重複区間起点 | 向日市   | 向日市   | 上植野町     | 一文橋交差点       |
| 京都府道205号中山向日線 重複区間終点                                               | 向日市   | 向日市   | 上植野町     | 上川原交差点       |
| 京都府道・大阪府道67号西京高槻線 重複区間終点 京都府道209号長法寺向日線            | 向日市   | 向日市   | 向日町       | 五辻交差点         |

### 交差する鉄道
- 東海道新幹線
- 東海道本線

### 沿線
- 京都市立神川中学校
- 京都市立羽束師小学校
- 伏見羽束師神川郵便局
- 日本たばこ産業（JT）関西工場
- 京都府立向陽高等学校
- 三菱電機 京都製作所
- 向日市立勝山中学校
- 向日市立向陽小学校
- 京都中央信用金庫 向日町支店
- 南真経寺
- NTT西日本 京都支店京都西山別館
- 阪急京都本線 西向日駅